# جيمس أتلاس
جيمس أتلاس (بالإنجليزية: James Atlas)‏ هو صحفي أمريكي، ولد في 1949 في إيفانستون في الولايات المتحدة.